# Charles de Bonchamps
Charles-Melchior Artus de Bonchamps, Marquês de Bonchamps (10 de Maio de 1760 – 18 de Outubro de 1793) foi um político francês e líder da insurreição contra-revolucionaria da Vendéia composta de realistas, tanto do campesinato quanto da classe média e nobreza contra a República durante a Revolução Francesa.
Nascido em Juvardeil, Anjou, sua primeira experiência militar ocorreu na Guerra da Independência dos Estados Unidos e, em seu retorno à França, foi nomeado como um capitão dos granadeiros do exército real francês. Sendo defensor ferrenho da monarquia francesa, com a eclosão da Revolução, renunciou ao comando e retirou-se para seu châteu (castelo) em Saint-Florent-le-Vieil . Pouco antes do inicio da revolução Bonchamps temeu por seu rei e país e requisitou para que fosse reintegrado no exército. Na primavera de 1793, ele foi escolhido como líder pelos insurgentes da Vendéia, e suas diretivas foram capazes de garantir e assegurar uma grande quantidade de suprimentos e armas quase essenciais para contrarrevolução e seu intencionado sucesso.
Ele esteve presente na tomada de Bressuire, Thouars e Fontenay-le-Comte - onde foi ferido, mas acobou por se recuperar. As dissensões entre seus líderes enfraqueceram os insurgentes e, na sangrenta batalha de Cholet (a Outubro de 1793), os insurgentes sofreram uma severa derrota na qual Bonchamps foi mortalmente ferido. Ele morreu no dia seguinte em complicações dos ferimentos. 
Seu último ato foi perdoar cinco mil prisioneiros republicanos, os quais suas tropas juraram matar em vingança por sua morte. Bonchamps foi um dos melhores líderes táticos dos insurgentes de Vendeia e sua morte foi um golpe avassalador na Revolta. Ele era admirado não só pelos monarquistas cristãos mas também pelos revolucionários. Uma estátua dele, esculpida por Pierre Jean David, está exposta na igreja de Saint-Florent-le-Vieil .